# Julie de Lespinasse

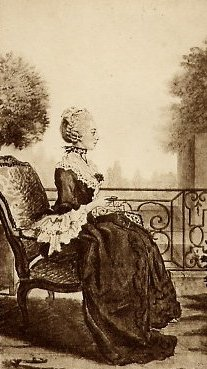
Julie de Lespinasse

Jeanne Julie Éléonore de Lespinasse född i Lyon 9 november 1732, död 23 maj 1776, var en berömd fransk salongsvärd och brevskrivare. Hon var känd för sitt kärleksliv, och för sin brevväxling, som har publicerats.  
Julie var född i Lyon som utomäktenskaplig dotter till grevinnan d'Albon och uppfostrad som barn till Claude Lespinasse, utbildades hon i kloster. 1748 släpptes hon ur klostret och blev guvernant hos sin mors inomäktenskapliga dotter, hennes halvsyster Madame de Vichy, svägerska till markisinnan du Deffand, Marie Anne de Vichy-Chamrond. Deffand anställde henne som sällskapsdam och tog henne 1754 till Paris, där Deffand i klostret St. Joseph höll en av stadens främsta salonger, och gjorde henne till sin medvärd i salongen. År 1764 bröt Deffand med Lespinasse efter ett brutalt gräl på grund av hennes alltför stora popularitet i hennes salong; Lespinasse öppnade därefter sin egen salong, dit många av Deffands gäster följde henne. Hennes salong var en av de främsta i Paris. Jean le Rond d'Alembert var en av hennes vänner och levde tidvis i hennes hus.
Lespinasse är också känd för sitt kärleksliv. Från 1766 hade hon en relation med den spanske ambassadörens son markis de Mora; hans dåliga hälsa tvingade honom tidvis att leva åtskild från henne i Spanien, separationer som plågade henne mycket. Han dog slutligen 1773. Samma år som Mora dog inledde hon parallellt en relation med Jacques Antoine Hippolyte de Guibert; deras brevväxling skildrar hennes ångest över känslor för sina två älskare, Guiberts giftermål och hennes slutliga förtvivlan. 
År 1776 avled hon efter en känslomässig kollaps orsakad av hennes ångestladdade relation med Guibert. Hon dog i sin vän filosofen d'Alemberts armar med orden: "Lever jag fortfarande?"
Hennes brevväxling med Guibert har publicerats många gånger; första gången 1809 av Guiberts fru.